# Aegonychon
Aegonychon, manji biljni rod iz porodice boražinovki raširen po velikim dijelovima Europe, i u Aziji od Turske do Irana i po Kini, Koreji i Japanu. Tri su priznate vrste, od kojih je najraširenija modra biserka (Aegonychon purpurocaeruleum); dok je Aegonychon calabrum južnotalijanski endem.

## Vrste
1. Aegonychon calabrum (Ten.) ined.
2. Aegonychon purpurocaeruleum (L.) Holub
3. Aegonychon zollingeri (DC.) Holub

## Sinonimi
- Margarospermum (Rchb.) Opiz